# The Best of Suede
The Best of Suede é uma coletânea da banda britânica de rock alternativo Suede, lançada em novembro de 2010. Um álbum duplo, a compilação inclui singles, canções lado-B, de todos os álbuns da banda lançados até A New Morning (2002).

## Antecedentes
Após lançar A New Morning em 2002, que foi um fracasso comercial, o grupo passou por crises. Em 2003, sem participação criativa direta da Suede, foi lançada a coletânea Singles. Mais tarde, uma coletânea escolhida pelos fãs, chamada See You in the Next Life..., saiu em 2004. Nos anos seguintes, os músicos trabalharam em projetos paralelos. O vocalista Brett Anderson se juntou com o ex-integrante Bernard Butler para formar o supergrupo The Tears, enquanto mais tarde Anderson focou em sua carreira solo.

## Produção
Diferentemente de Singles, The Best of Suede teve produção encarregada pela própria banda. Brett Anderson escolheu suas músicas favoritas, dando ênfase aos três primeiros projetos do grupo. Butler participou também do processo de remasterização das faixas.

## Lançamento
The Best of Suede foi lançado em 2010 e chegou a posição 31 na UK Albums Chart.

## Faixas
| Disco 1 |                        |                                |         |  |
| N.º     | Título                 | Compositor(es)                 | Duração |  |
| 1.      | "Animal Nitrate"       | Brett Anderson, Bernard Butler | 3:27    |  |
| 2.      | "Beautiful Ones"       | Anderson, Richard Oakes        | 3:50    |  |
| 3.      | "Trash"                | Anderson, Oakes                | 4:06    |  |
| 4.      | "Filmstar"             | Anderson, Oakes                | 3:25    |  |
| 5.      | "Metal Mickey"         | Anderson, Butler               | 3:27    |  |
| 6.      | "New Generation"       | Anderson, Butler               | 4:37    |  |
| 7.      | "So Young"             | Anderson, Butler               | 3:38    |  |
| 8.      | "The Wild Ones"        | Anderson, Butler               | 4:50    |  |
| 9.      | "The Drowners"         | Anderson, Butler               | 4:10    |  |
| 10.     | "Stay Together"        | Anderson, Butler               | 4:19    |  |
| 11.     | "Lazy"                 | Anderson                       | 3:19    |  |
| 12.     | "Everything Will Flow" | Anderson, Oakes                | 4:41    |  |
| 13.     | "We Are the Pigs"      | Anderson, Butler               | 4:19    |  |
| 14.     | "Can't Get Enough"     | Anderson, Neil Codling         | 3:58    |  |
| 15.     | "Electricity"          | Anderson, Codling, Oakes       | 4:39    |  |
| 16.     | "Obsessions"           | Anderson, Oakes                | 4:11    |  |
| 17.     | "She's in Fashion"     | Anderson, Codling              | 4:53    |  |
| 18.     | "Saturday Night"       | Anderson, Oakes                | 4:32    |  |

| Disco 2 |                            |                     |         |  |
| N.º     | Título                     | Compositor(es)      | Duração |  |
| 1.      | "Pantomime Horse"          | Anderson, Butler    | 5:49    |  |
| 2.      | "My Insatiable One"        | Anderson, Butler    | 2:57    |  |
| 3.      | "Killing of a Flash Boy"   | Anderson, Butler    | 4:07    |  |
| 4.      | "This Hollywood Life"      | Anderson, Butler    | 3:50    |  |
| 5.      | "Europe is Our Playground" | Anderson, Mat Osman | 5:39    |  |
| 6.      | "My Dark Star"             | Anderson, Butler    | 4:26    |  |
| 7.      | "Sleeping Pills"           | Anderson, Butler    | 3:51    |  |
| 8.      | "By The Sea"               | Anderson            | 4:15    |  |
| 9.      | "She"                      | Anderson, Oakes     | 3:38    |  |
| 10.     | "Heroine"                  | Anderson, Butler    | 3:22    |  |
| 11.     | "The Living Dead"          | Anderson, Butler    | 2:48    |  |
| 12.     | "To The Birds"             | Anderson, Butler    | 5:24    |  |
| 13.     | "The Big Time"             | Anderson, Butler    | 4:28    |  |
| 14.     | "The 2 of Us"              | Anderson, Butler    | 5:45    |  |
| 15.     | "The Asphalt World"        | Anderson, Butler    | 9:25    |  |
| 16.     | "Still Life"               | Anderson, Butler    | 5:23    |  |
| 17.     | "The Next Life"            | Anderson, Butler    | 3:32    |  |